# Aloe ibitiensis
Aloe ibitiensis é uma espécie de liliopsida do gênero Aloe, pertencente à família Asphodelaceae.